# Patrik Juric
Patrik Juric (* 17. Juli 1993 in Schwaz) ist ein ehemaliger österreichischer Handballspieler.

## Karriere
Der gebürtige Schwazer begann seine aktive Profi-Karriere 2008 bei ULZ Schwaz. Davor war er bereits sehr erfolgreich für denselben Verein in diversen Jugendligen aktiv. Im ersten Jahr der Kooperation zwischen dem ULZ Schwaz und HIT Innsbruck unter dem Namen Handball Tirol lief er für die erste Mannschaft in der Handball Liga Austria auf. 2011 verletzte sich der Aufbauspieler schwer am Knie und musste lange Zeit passen. Nachdem das Team in der Handball Bundesliga Austria in der Saison 2014/15 ohne Legionäre auskommen sollte, wechselte Juric gemeinsam mit Martin Kalischnig nach Innsbruck. Ab der Platzierungsrunde 2014/15 lief Juric allerdings wieder für die erste Mannschaft der Spielgemeinschaft auf. 2016 beendete Juric seine Karriere.

## Saisonbilanzen

### HLA
| Saison    | Verein                          | Spielklasse | Tore | 7-Meter     | Feldtore |
| --------- | ------------------------------- | ----------- | ---- | ----------- | -------- |
| 2008/09   | ULZ Schwaz                      | HLA         | 6    | 0/1         | 6        |
| 2009/10   | ULZ Schwaz                      | HLA         | 12   | 0/1         | 12       |
| 2010/11   | ULZ Schwaz                      | HLA         | 52   | 1/1         | 51       |
| 2011/12   | ULZ Schwaz                      | HLA         | 2    | 1/2         | 1        |
| 2012/13   | ULZ Schwaz                      | HLA         | 33   | 0/0         | 33       |
| 2013/14   | Sparkasse Schwaz Handball Tirol | HLA         | 21   | 0/0         | 21       |
| 2014/15   | Sparkasse Schwaz Handball Tirol | HLA         | 47   | 2/3         | 45       |
| 2015/16   | Sparkasse Schwaz Handball Tirol | HLA         | 19   | 4/6         | 15       |
| 2008–2016 | gesamt                          | HLA         | 192  | 8/14 (57 %) | 184      |

### HBA
| Saison    | Verein                | Spielklasse | Tore | 7-Meter      | Feldtore |
| --------- | --------------------- | ----------- | ---- | ------------ | -------- |
| 2014/15   | medalp Handball Tirol | HBA         | 88   | 23/31        | 65       |
| 2014–2015 | gesamt                | HBA         | 88   | 23/31 (74 %) | 65       |

## Erfolge
- 1× Österreichischer Pokalsieger (mit dem ULZ Schwaz)
- U13 Staatsmeister 2007 (und MVP)
- HLA-Challenge Sieger 2009
- U17 Vizestaatsmeister 2010